# 川上一樹
川上 一樹（かわかみ かずき、1998年3月23日 - ）は、日本のマジシャン。

## 人物
- 高知県立高知工業高等学校卒業
- 小学生からマジシャンをしていて、19歳でプロデビューした
- 身長が190センチあり、舞台マジックを得意としている

## 活動内容
パーティーやイベントのステージを中心に活動している。高身長で華麗なマジックを演じる。
東京都世田谷区のバーClose houseの店長を務め、レギュラー出演。
オンラインでのショーも、2020年に年間80ステージ以上出演。
舞台でのお芝居やCM出演、イベント企画、マジック演出監修も精力的に行っている。